# CLED寒天培地

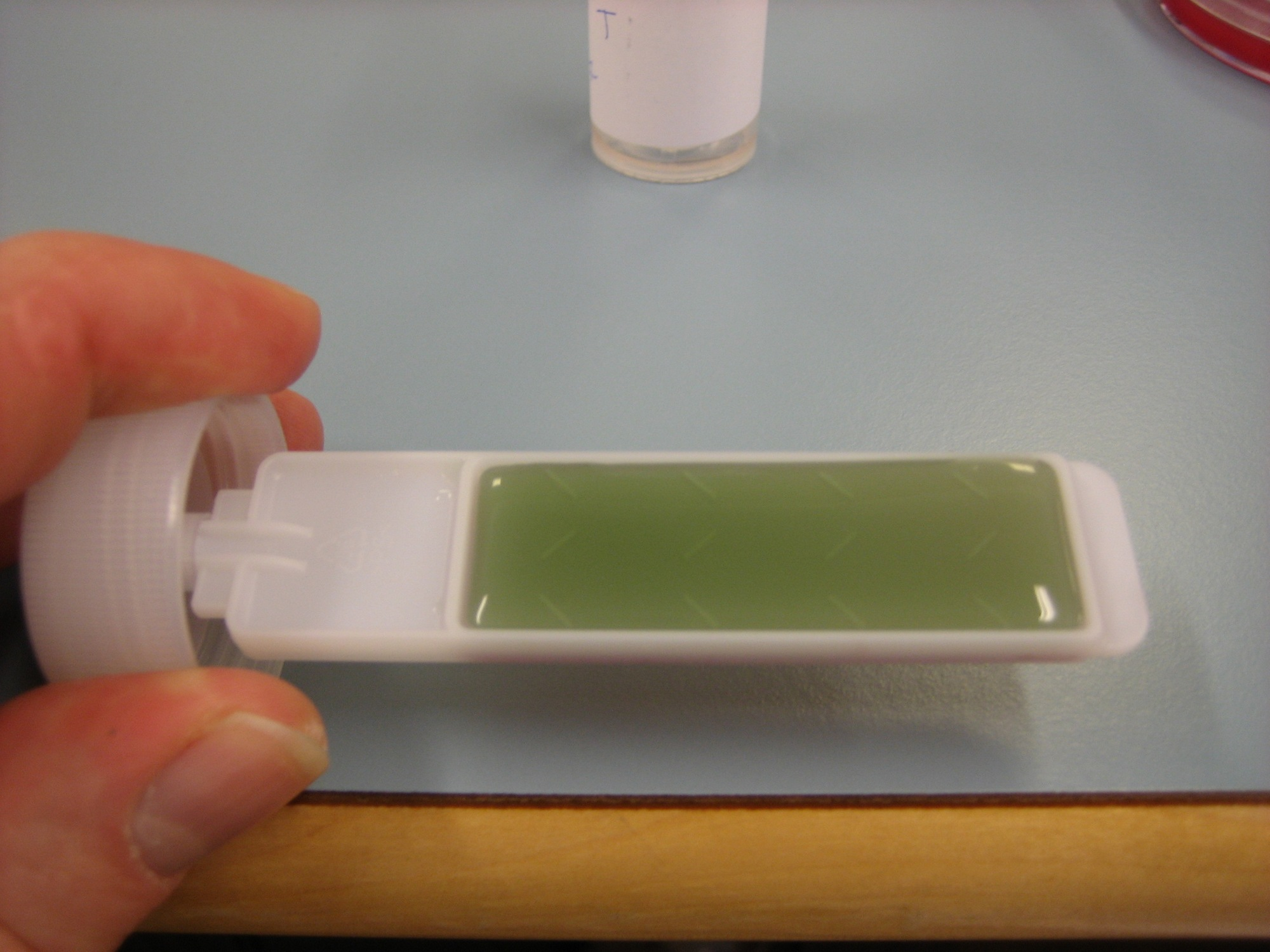
培養後の透明なCLED寒天プレート

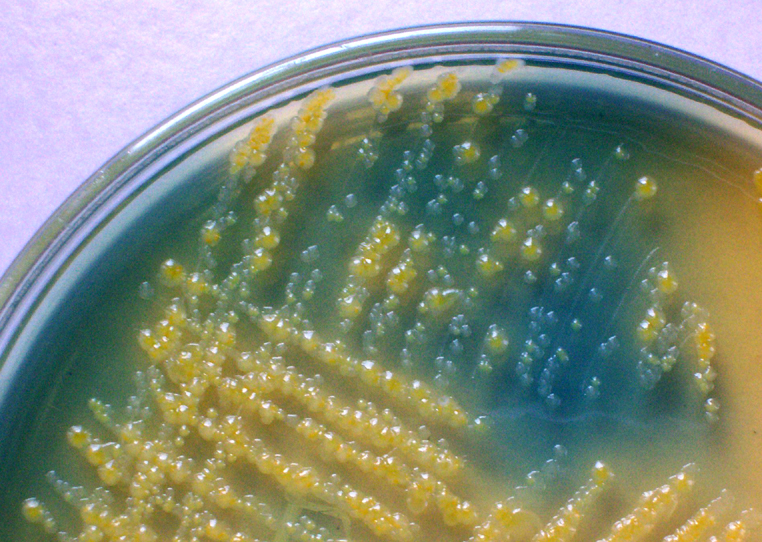
CLED寒天培地におけるラクトース発酵菌および非ラクトース発酵菌のコロニー

CLED寒天培地（英：CLED agar, cystine–lactose–electrolyte-deficient agar or medium）は、尿中微生物の分離と同定に使用される価値のある非阻害性増殖培地である。シスチンとラクトースを含み、電解質が欠乏している； 後者の特徴はプロテウス属を阻害する。シスチンはシスチン依存性dwarfコロニーの形成を促進する。ブロモチモールブルーは寒天培地で使用される指示薬で、ラクトースの発酵中に酸が生成されると黄色に変化し、アルカリになると濃い青色に変化する。ラクトース陽性菌は黄色のコロニーを形成する。L-シスチンを脱炭酸する細菌はアルカリ反応を起こし、濃い青色のコロニーを形成する。
| ペプトン             | 4 g/l    |
| 'Lab Lemco' powder   | 3 g/l    |
| トリプトン           | 4 g/l    |
| ラクトース           | 10 g/l   |
| L-シスチン           | 128 mg/l |
| ブロモチモールブルー | 20 mg/l  |
| 寒天 No. 1           | 15 g/l   |